# Pudivere
Pudivere (deutsch Poidifer) ist ein Dorf in der estnischen Gemeinde Väike-Maarja im Kreis Lääne-Viru.
Das Dorf hat derzeit 50 Einwohner (Stand: 1. Januar 2006).
1586 wurde der Gutshof von Pudivere gegründet. 1886/87 entstand das historistische Hauptgebäude aus Holz. Bis zur Enteignung 1919 gehörte es als Nebengut von Avanduse der adligen deutschbaltischen Familie von Bremen. Heute befindet sich das Anwesen wieder in Privatbesitz. Das Herrenhaus wurde bei einem Brand 1999 allerdings so stark beschädigt, dass das Dach einstürzte. Dabei wurden die wertvollen Holzverzierungen an der Fassade vernichtet.
Das Dorf Pudivere ist der Geburtsort des estnischen Schriftstellers Eduard Vilde (1865–1933). An ihn erinnert ein 1965 errichteter Gedenkstein, ca. einen Kilometer vom Dorfzentrum entfernt. Dort stand wahrscheinlich im 19. Jahrhundert sein Geburtshaus.